# Ченчи, Тиберио
Тиберио Ченчи (итал. Tiberio Cenci; 26 июля 1581, Рим, Папская область — 26 февраля 1653, Ези, Папская область) — итальянский куриальный кардинал и доктор обоих прав. Губернатор Кампаньи и Мариттимы с 1 января 1615 по 24 ноября 1621. Епископ Йези с 24 ноября 1621 по 26 марта 1653. Кардинал-священник с 6 марта 1645, с титулом церкви Сан-Каллисто с 24 апреля 1645 по 26 февраля 1653.